# Rafidofity
Rafidofity, chloromonady (Raphidophyceae) – gromada (klasa) glonów z supergrupy Chromalveolata (Chromista).

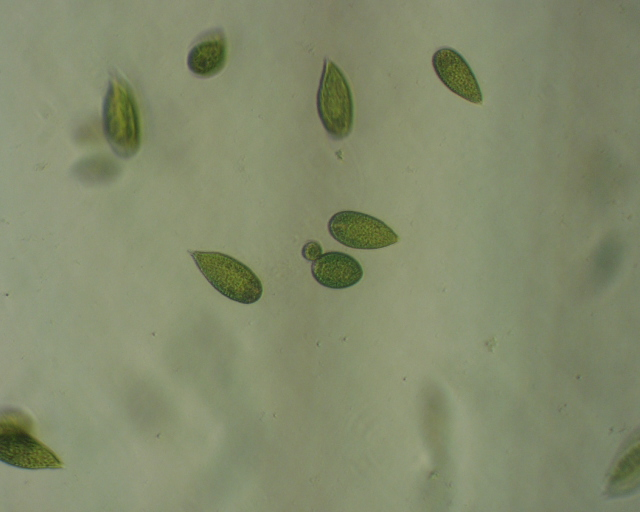
Gonyostomum semen

## Biologia
Jednokomórkowe organizmy o budowie wiciowca i stosunkowo dużym rozmiarze (50–100 μm). Komórki są spłaszczone grzbieto-brzusznie z wypukłą stroną grzbietową i wypłaszczoną brzuszną z płytką bruzdą. Z wgłębienia pod szczytem komórki wyrastają dwie wici. Wić skierowana ku przodowi pokryta jest mastygonemami, podczas gdy skierowana do tyłu jest gładka. Ta wić umieszczona jest bruździe brzusznej. Jądro komórkowe zawiera bardzo liczne chromosomy i jest otoczone gęstą warstwą cytoplazmy, a tuż nad nim znajduje się aparat Golgiego. Dalej od jądra cytoplazma staje się bardziej płynna i zanurzone są w niej elipsoidalne, spłaszczone chloroplasty z kolistym nukleoidem. Mają one barwę od zielonej do żółtozielonej lub brązowozielonej. Zawierają chlorofile a, c1 i c2 oraz różne ksantofile. Pod błoną komórkową znajdują się pałeczkowate pęcherzyki lub trichocysty wydzielające śluz. Ich błona komórkowa nie tworzy ściany komórkowej i jest bywa bardzo podatna na zniszczenie.
Od typowych rafidofitów odróżniają się przedstawiciele podklasy Raphopoda, które są pozbawione chloroplastów.
Rozmnażanie przez podział komórki różnego typu, a także płciowe (izogamia).

## Ekologia
Glony słodkowodne lub morskie. Obie grupy nieco różnią się m.in. zestawem ksantofili. Słodkowodne rafidofity często występują w wodach kwaśnych. Jeden z pierwszych opisanych i najpowszechniej występujących rafidofitów, Gonyostomum semen, żyje w Europie i Ameryce Północnej, głównie w jeziorach lobeliowych i dystroficznych. Ze względu na wydzielany śluz jest on niechętnie zjadany przez zooplankton, przez co stając się dominantem w fitoplanktonie, powoduje zaburzenie sieci troficznej. Wywoływane przez niego zakwity nie są toksyczne, ale kontakt z nimi może wywoływać alergię. Przedstawiciele rodzaju Chatonella zimują w postaci komórek przetrwalnych, z których wczesnym latem kiełkują komórki uwicione. Morskie gatunki mogą tworzyć toksyczne zakwity, jeden z rodzajów czerwonego przypływu, zwłaszcza w częściowo zamkniętych akwenach (lagunach i zatokach). To dotyczy zwłaszcza mórz oblewających Japonię czy Morza Śródziemnego. Zakwity powodowane przez Heterosigma akashiwo wyrządzają szkody w akwakulturze.

## Systematyka i nazewnictwo
Nieliczna grupa. W systemie AlgaeBase jesienią 2022 r. zarejestrowano 44 gatunki zgrupowane w trzy rzędy lub o nieznanej przynależności do rzędu:
- klasa: Raphidophyceae
  - podklasa: Raphopoda
    - rząd: Actinophryida
    - rząd: Commatiida

  - podklasa: (brak wyróżnionej)
    - rząd: Chattonellales
    - rząd: (brak wyróżnionego, incertae sedis)
      - rodzina: Thaumatomastigaceae

Wśród nich najliczniejszy w gatunki (35) jest rząd Chattonellales, a w nim najliczniejsza jest rodzina Vacuolariaceae licząca 31 gatunków.
W XX w. grupę tę określano wymiennie jako chloromonady lub rafidofity. Rzadko stosowana jest forma rafidomonady. Zwykle była traktowana jako grupa wyraźnie wyodrębniona i o niejasnych powiązaniach z innymi grupami glonów w obrębie tzw. wiciowców. Z czasem zauważono podobieństwa niektórych cech do złotowiciowców i różnowiciowców. Nadawano jej różną rangę taksonomiczną, np. rzędu Chloromonadales lub gromady (w ujęciu botanicznym) Chloromonadophyta. Thomas Cavalier-Smith wyróżniał klasę Raphidophyceae, którą następnie przemianował na Raphidomonadea z podklasami Raphidophycidae i Raphopoda, umieszczając ją obok chryzofitów i brunatnic, później zaś dodając nadklasę Raphidoistia o takim samym zakresie, co klasa Raphidomonadea. Od końca XX w. grupa ta umieszczana jest w taksonach Ochrophyta i Heterokonta.